# Idiosoma occidentale
Espèce
Synonymes
- Aganippe occidentalis Hogg, 1903

Idiosoma occidentale est une espèce d'araignées mygalomorphes de la famille des Idiopidae.

## Distribution
Cette espèce est endémique d'Australie. Elle se rencontre en Australie-Occidentale et en Australie-Méridionale.

## Description
La carapace du mâle holotype mesure 7 mm de long sur 4 à 6 mm et l'abdomen 6 mm de long sur 5 mm.

## Publication originale
- Hogg, 1903 : Two new Australian spiders of the family Ctenizidae. The Annals and magazine of natural history, sér. 7, vol. 11, p. 308-312 (texte intégral).